# Đại học Warmia và Mazury ở Olsztyn
Đại học Warmia và Mazury ở Olsztyn được thành lập vào ngày 1 tháng 9 năm 1999, theo Đạo luật mới của Quốc hội được ký bởi Tổng thống Ba Lan Aleksander Kwaśniewski, cũng như Bộ trưởng Bộ Giáo dục Mirosław Handke, vào tháng 8 cùng năm. Ryszard Górecki trở thành hiệu trưởng đầu tiên của trường. Khoa Thần học được thành lập với một thỏa thuận giữa Giám mục Ba Lan và chính phủ, trong sự hiện diện của Đức Hồng Y Józef Glemp, và những người khác. Năm học đầu tiên của trường đại học bắt đầu vào tháng 10 năm 1999.
Cấu trúc cốt lõi của trường đại học dựa trên sự thỏa thuận giữa các Ban lãnh đạo học thuật của ba tổ chức giáo dục đại học đã được thành lập trong thành phố: Học viện Nông nghiệp và Công nghệ, Viện Sư phạm và Viện Thần học Warmia.
Trường có 16 khoa, trong đó tám khoa có toàn quyền học thuật và do đó cho phép trường đại học hoạt động như một đơn vị tự trị.

## Khoa
- Khoa sinh học động vật
- Khoa nghệ thuật
- Khoa Sinh học và Công nghệ sinh học
- Khoa Khoa học kinh tế
- Khoa Quản lý Môi trường và Nông nghiệp
- Khoa Khoa học Môi trường và Thủy sản
- Khoa Khoa học thực phẩm
- Khoa Quản lý trắc địa và đất đai
- Khoa nhân văn
- Khoa Luật và Hành chính
- Khoa Toán và Khoa học Máy tính
- Khoa Khoa học Y tế
- Khoa Khoa học Xã hội
- Khoa Khoa học kỹ thuật
- Khoa Thần học
- Khoa Thú y

## Khu vực tự trị
- Thư viện trường đại học
- Trung tâm văn hóa và ngôn ngữ Ba Lan cho người nước ngoài
- Nhà xuất bản đại học

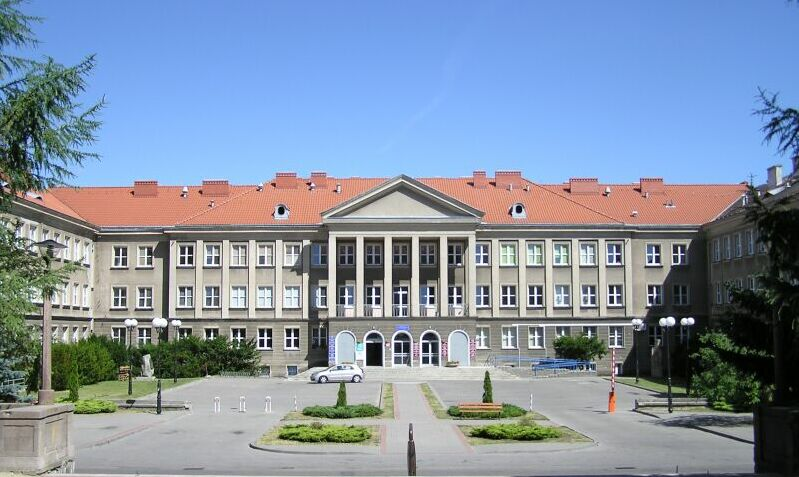
Lối vào chính
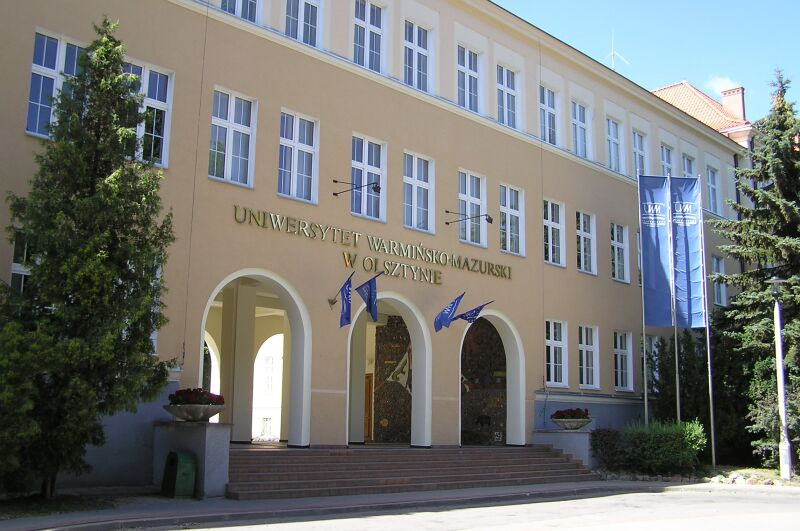
Văn phòng Hiệu trưởng
Thư viện chính Thư viện chính
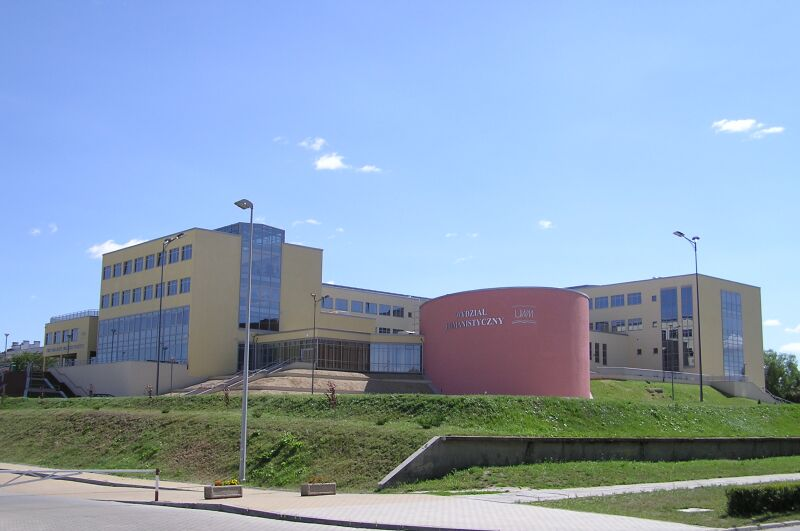
Khoa nhân văn
- Khoa Thú y Khoa Thú y

## Cựu sinh viên nổi bật
- Ryszard Bober (sinh năm 1956), chính trị gia
- Marian Jeliński (sinh năm 1949), tác giả
- Kazimierz Plocke (sinh năm 1958), chính trị gia